# Museu virtual

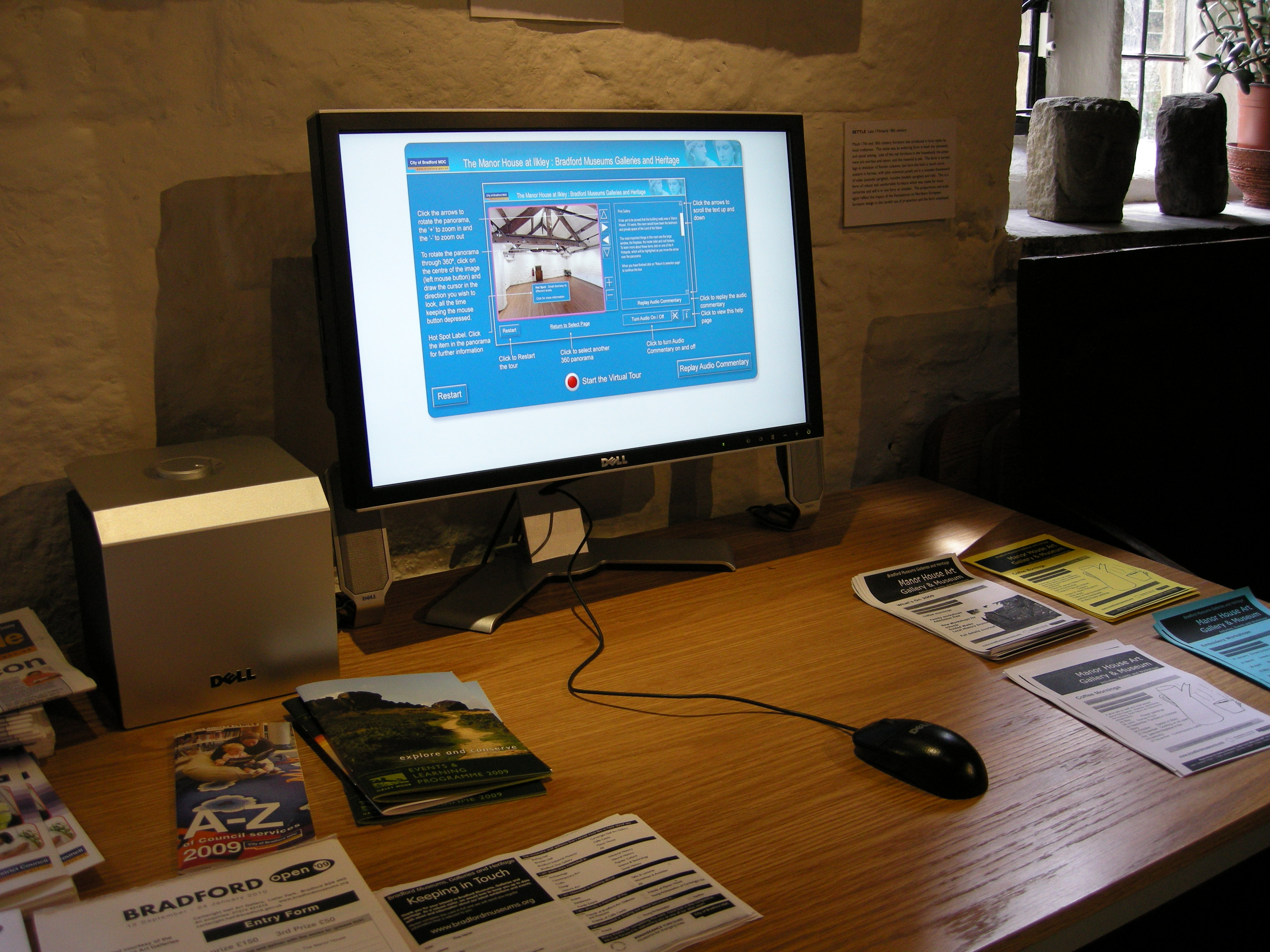
En el Manor House Museum (Ilkley, Regne Unit) existeix una instal·lació virtual per poder visitar la part superior del museu, inaccessible als discapacitats físics.

Un “museu virtual” és un museu, o una part d'un museu, que es caracteritza per l'ús de mitjans computacionals per mostrar, preservar, estudiar, reconstruir i divulgar el patrimoni material o immaterial de la humanitat. Aquest tipus de museu s'integra perfectament dins de la definició que el ICOM (Consell Internacional de Museus) estableix per a la paraula Museu. 

## Estat de la qüestió
Actualment, es pensa que el veritable valor dels museus virtuals es troba precisament en allò que poden aportar únicament aquests i no els museus físics: exposicions que no existeixen físicament; accés a objectes no exposats en el museu físic; accés complet a peces tridimensionals des de qualsevol punt de vista; col·laboració en temps real entorn d'exposicions o peces amb persones de qualsevol lloc del planeta; etcètera.
El disseny d'un museu virtual es pot centrar en objectes d'art o pot consistir en una exhibició en línia de fonts primàries o secundàries. Els museus virtuals poden a més ser una extensió dels museus ja existents o néixer digitalment, segons el terme born-digital. En el primer cas es fan visites virtuals 360 com és el cas, entre uns altres, del Museu del Louvre a París o el Museu Nacional d'Antropologia de Mèxic. Els museus que neixen digitalment poden incloure continguts 3D, Net.art, realitat virtual o art digital com és el cas d'Espai bite, una museu d'art digital, un entorn virtual orientat a pràctiques artístiques.
Encara existeixen polèmiques sobre si un museu virtual és o no un museu, si és una altra dependència com en són l'arxiu i la biblioteca. També se'ls denomina hipermuseu, museu digital, museu d'art digital, cibermuseo o museu web.

## Tipus de museus virtuals
Tot i que es podrien dividir de moltes formes, existeix una gradació segons el contingut virtual disponible que defineix diversos tipus de museus:
1. Els que són poc més que plataformes publicitàries per a un museu físic. Aprofiten Internet com a “tauler d'anuncis” però no ofereixen accés a cap tipus de contingut virtual, sense permetre ni tan sols la visualització d'una mostra representativa de les col·leccions del mateix. Pròpies de la Web 1.0.
2. Els que acompanyen al museu físic amb una mostra virtual de les seves col·leccions, de vegades amb gran qualitat i riquesa en quant al contingut gràfic i a la informació referent a les peces que es permet visualitzar de forma virtual. Proporcionen, a més, accés a alguns serveis típics dels museus tradicionals com la tenda o la biblioteca. Segueixen estant dins del sistema Web 1.0.
3. Els que incorporen, a més de tot l'anteriorment indicat, noves funcions únicament existents a l'espai virtual: expositives, educatives, socials, culturals, recreatives, tecnològiques, etc., i on el museu físic és completat per un component virtual igualment important, enriquidor i diferent, i on la presència dels usuaris i la comunicació amb el Museu és constant. Es tracta d'un sistema plenament dins de la Web 2.0.
4. Els que manquen de seu física i existeixen únicament a Internet. Aquests últims tenen un especial atractiu ja que ofereixen l'accés a un material que només existeix a la xarxa, convertint-se en la forma més pura de museu virtual. Poden incloure's dins de la Web 1.0. –si no hi ha intercomunicació usuari/museu- o dins de la Web 2.0.
5. Els que tenen seu física. Aquests han anat sorgint en els últims anys del segle xxi, i han aconseguit convertir la tecnologia en una immensa obra d'art.[7]

## Avantatges i inconvenients dels museus virtuals
Els museus virtuals són una part important de la realitat museística actual però és necessari reflexionar sobre els seus avantatges i els seus inconvenients, a fi de no injuriar-los ni sobrevalorarlos.
Per a això és possible individualitzar una sèrie d'avantatges:
- Possibiliten l'accés col·lectiu a productes de la creació humana.
- Permeten l'accés gratuït de qualsevol persona en tot moment i lloc a representacions d'obres d'art reals, possibilitant el seu gaudi a persones afectades per alguna discapacitat o que per problemes econòmics i de distància no poden acudir al museu físic.
- Permeten l'accés a col·leccions i peces que no es troben exposades a les sales del museu físic.
- Transcendeixen les limitacions d'espai i temps del museu físic, sent possible l'organització simultània de les obres segons diferents criteris i contextos.
- Permeten un accés no destructiu a representacions fidedignes i molt precises de les obres (fotografies, models tridimensionals).
- Possibiliten l'accés a bases de dades i informació, a teleconferències i fòrums de discussió així com a altres aplicacions informàtiques relacionades amb les quals en el museu físic és impossible o molt difícil accedir.
- Posseeixen el potencial de reconceptualizar la relació entre les obres exposades, el personal del museu i els visitants i usuaris del mateix, permetent la formació d'una noció de museología més participativa, que permet la implicació de l'usuari.
- Són museus més democràtics, atenent a un públic més nombrós que pot involucrar-se més fàcilment en projectes culturals.

No obstant això, no tot són avantatges i hem de tenir també molt en compte els inconvenients dels museus virtuals per conèixer les seves limitacions:
- Per al seu accés és necessari tenir un suport informàtic (ordinador, Telèfon intel·ligent…) amb connexió a Internet i no tothom disposa d'ella.
- Per al seu correcte ús i l'accés a totes les possibilitats referides anteriorment, són necessaris certs coneixements i habilitats referides a l'ús de les tecnologies de la informació i la comunicació que no totes les persones posseeixen.
- L'organització de les mostres és de vegades terriblement caòtica, la qual cosa dificulta el veritable accés a les obres. És necessari plantejar “exposicions” virtuals amb els criteris professionals oportuns que possibilitin un veritable accés a coneixement de qualitat.
- El bagatge cultural i intel·lectual necessari per participar en les experiències educatives proposades pels museus virtuals i digitals pot obstaculitzar l'accés democràtic al patrimoni exposat.
- Un ordinador mai serà capaç de replicar o simular l'experiència sensorial que el contacte amb l'objecte pot suposar en els museus físics. A més, la majoria de les imatges que trobem en un museu virtual són de baixa o insuficient qualitat, la qual cosa afecta a la correcta contemplació dels objectes. Una menor resposta emocional davant un objecte pot implicar una resposta cognitiva de baixa intensitat.
- Molts docents poden experimentar dificultats en l'ús de recursos tecnològics com els ordinadors, la qual cosa obstaculitza el seu accés als museus virtuals i l'ús de les seves possibilitats educatives.

Tot i que, com s'ha indicat més amunt, la visita del museu virtual mai substituirà una visita al museu físic, així com les peces virtuals mai podran substituir a les físiques, hem de tenir en compte que la sostenibilitat dels museus virtuals pasa pel progressiu augment dels coneixements informàtics de la població però també per una necessària simplificació de l'ús i accés a aquestes plataformes, en ocasions excessivament intricades i complexes.

## Recerca en els museus virtuals
Gràcies a les noves possibilitats que ofereix aquest tipus de museus, cada vegada s'obren moltes més vies de recerca, fonamentades principalment en el lliure accés a completes bases de dades de les peces de cada museu. Pesi al fet que les bases de dades en línia no constitueixen en si mateixes museus virtuals, @sí_ja solen ser una de les parts d'aquests últims, per la qual cosa és convenient referir-se al seu ús.
La digitaliazción dels museus és una tasca cap a la qual s'han enfocat molts esforços en els últims anys, tant per part de les pròpies institucions museístiques com d'associacions culturals, investigadors i governs. S'han engegat projectes relacionats amb la informatització tecnològica de dades[1] amb l'objectiu de preservar el patrimoni cultural, permetre la seva restauració i reconstrucció virtual i aportar recursos educatius.
Alguns exemples de construbiciones en el camp de la museografía virtual són: Euromuse Arxivat 2012-03-10 a Wayback Machine. o DigiCULT.
Per realitzar una recerca entorn dels fons en línia dels museus espanyols existeixen diversos portals:
- CERES – És la xarxa digital de col·leccions de museus d'Espanya. S'ocupa de reunir les col·leccions de museus de diferent tipus amb la finalitat de facilitar l'accés i la difusió de les col·leccions informatitzades de forma conjunta.
- HISPANA – Portal que reuneix les col·leccions digitals d'arxius, biblioteques i museus conformes a la Iniciativa d'Arxius Oberts que promou la Unió Europea i compleix en relació als repositoris digitals espanyols funcions similars a les de Ceres.
- EUROPEANA – Es @tratar un cercador museográfico similar a Ceres o Hispana però que abasta gran quantitat de museus de tot Europa i no només d'Espanya.

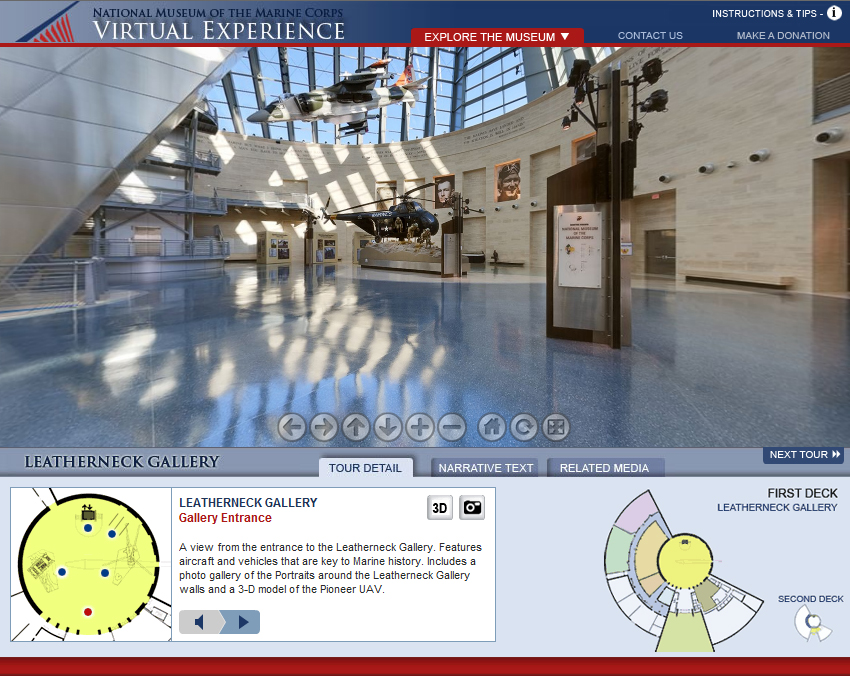
El National Museum of the Marine Corps (EE. UU.) disposa d'una pàgina web en la qual es pot realitzar una visita a l'entorn virtual del museu basada en panoràmiques de 360°

També El Museu Virtual Molina Campos, que es troba actualment instal·lat en Second Life, i que és únic és el seu tipus oferint, visites guiades, a través del seu xat voice en temps real.
En el mateix es pot trobar informació en diversos idiomes

## Entorns interactius
Existeixen molts tipus d'entorns interactius però generalment es poden dividir en dos tipus:
1. Entorn basat en panoràmiques de 360°. Es tracta la simulació d'un espai tridimensional per mitjà de fotografies que conformen panoràmiques de 360° sobre les que es pot interactuar (acostant-se a algunes obres, obtenint informació d'elles en prémer en cert punt, etc.). Alguns exemples de museus d'aquest tipus són el de l'exposició de l'Impressionisme realitzada en la Fundació Mapfre, la visita virtual al Museu Sorolla, o la "virtual experience" en el National Museum of the Marine Corps (EE. UU.). Pesi al fet que la qualitat fotogràfica és major que en l'altre tipus d'entorn interactiu, el moviment de la càmera és bastant irreal i la llibertat d'interactuació amb l'entorn és molt reduïda.

1. Entorn basat en modelatge 3D. Consisteix en la creació d'un espai tridimensional mitjançant programari de modelatge dins del com es pot moure l'usuari gràcies a motors de joc. Aquest tipus de sistema és el que s'intenta aplicar últimament i cosa que permet una major presència virtual de l'usuari dins de l'entorn, sent també la interactuación molt major tot i que el fotorrealisme pot ser més reduït. Alguns exemples d'aquest tipus d'entorns tridimensionals són el Museu Virtual del Jaciment Arqueològic de Segeda –encara en desenvolupament-, o la visita a l'antic lloc de Gizeh a la pàgina desenvolupada per Dassault Systemes.

## Alguns exemples de museus virtuals
Existeixen una sèrie de museus que van ser pioners en la pràctica virtual, tots ells posats en funcionament abans del 2000. En aquell temps, les pàgines web eren més simples, l'ample de banda més escàs, els conceptes sobre els museus virtuals s'estaven encara desenvolupant i les tecnologies multimèdia encara estaven molt limitades. Alguns museus virtuals van començar la seva marxa en altres plataformes electròniques i no en llocs web, de vegades establint-se en museus físics existents:
- Museum of Computer Art (MOCA) – Fundat en 1993. Dirigit per Don Archer, una institució sense ànim de lucre engegada pel Departament d'Educació de l'Estat de Nova York (EE. UU.). El MOCA ha estat premiat com el domini web museístic de més elevat estatus per la Museum Domain Management Association (MuseDoma) en 2002.
- Web Museum, Paris – Fundat en 1994. És un museu virtual pioner creat per Nicholas Pioch i allotjat en ibiblio.
- Lin Hsin Hsin Art Museum – En línia des de 1994.
- The Museum of the History of Science in Oxford – obert en 1683, es troba en línia des d'agost de 1995. Localitzat en un dels primers edificis del món que van ser construïts expressament per allotjar un museu, va poder començar la seva marxa en línia relativament aviat a causa dels seus avantatges d'accés a internet i els experts disponibles a l'entorn de la universitat d'Oxford.
- Ljubljana: Open-Air Museum – Fundat en 1993, es troba en línia des de 1996. Ljubljana, la capital de Slovenia, va ser presentada com un immens museu on els carrers eren les exposicions d'arquitectura i l'interior dels edificis les sales del museu. El mètode de presentació van ser mapes i panorames de 360° interactius.
- Virtual Museum of Computing – Fundat en 1994. En ell podem trobar una col·lecció eclèctica de links i altres recursos en línia entorn de la història dels ordinadors i a la ciència informàtica.
- Virtual Museum of New France – En línia des de 1997. Establert pel Canadian Museum of Civilization Corporation.
- en línia des de març del 2019. Fundat per les investigadores Camila Caris i Esperanza Hidalgo a Santiago de Xile. Museu del Món és el primer museu virtual d'art popular del món.
- The Natural History Museum of Los Angeles County – Fundat en 1910, en línia des de 1998. Aquest museu és el museu d'història natural més gran dels Estats Units de l'Oest i un actiu centre de recerca.
- WebExhibits – Fundat en 1999, en línia des de 1999. Es @tratar un museu web interactiu que impulsa als visitants a pensar i explorar diferents fenòmens científics i culturals des de punts de vista diferents.
- The Science Museum of London – Fundat en 1857, en línia des de 1999. Un dels museus de ciència més grans del món que va establir una ràpida presència en Internet.
- Ibiblio – Fundat en 1992, en línia des del 2000. Una exposició en línia amb el suport de la Llibreria del Congrés dels EE. UU..
- The Museum of Fred – Fundat en 1999, en línia des del 2000.

Actualment, la majoria dels museus tenen presència a la web, amb diversos graus d'informació en línia, com hem vist anteriorment. Aquests són alguns dels més visitats museus virtuals de l'actualitat:
- America's Black Holocaust Museum – És un museu que existeix únicament en línia i que presenta exposicions sobre l'Holocaust Negre en EE. UU., començant per la immigració forçada des d'Àfrica. Les quatre parts del museu són Rememoració, Resistència, Redempció i Reconciliació. La història s'explica a través d'imatges i vídeos, textos interpretats i originals, interactivitat, obres d'art, etc.
- International Museum of Women – És un museu que existeix únicament en línia i que realitza exposicions sobre diferents aspectes del món femení, proporcionant també un espai per a la comunitat en línia interessada en aquests temes.
- Google Art Project – És una recopilació en línia d'imatges d'obres d'art d'altíssima resolució pertanyents a galeries de tot el món. Permet, a més, un tour virtual per les galeries que tenen un conveni amb Google Art. Aquest projecte va ser llançat al febrer del 2011 per Google i inclou obres d'art de galeries i museus com la Tate Gallery de Londres, el Metropolitan Museum of Art de Nova York, els Uffizi de Florència o el Museu del Prat de Madrid.
- Virtual Museum of Modern Nigerian Art — El VMMNA és el primer museu virtual d'aquest tipus d'Àfrica. Allotjat a la Universitat Pa-Africana de Lagos, Nigèria, aquest museu virtual ofereix una visita al desenvolupament de l'art nigerià dels últims 50 anys.
- Blue World Web Museum — Aquest museu té una plataforma en línia que busca proporcionar una experiència educativa en els camps de l'art marítim i les diferents activitats relacionades.
- UK's Culture24 — Guia en línia sobre museus públics, galeries, llibreries, arxius, llocs patrimonials i centres científics del Regne Unit.
- Hampson Virtual Museum — Museu virtual que permet als visitants estudiar les seves peces per a l'anàlisi arqueològica. El museu mostra centenars de peces escanejades amb làser a gran resolució del lloc de Hampson, pertanyents al període dels indis americans. És possible descarregar les peces tridimensionals per a la seva visualització i ús lliure gràcies a que es troben sota llicència Creative Common’s.
- Virtual Museum of Canada Arxivat 2013-01-28 a Wayback Machine. — Permet arribar de forma virtual als més de 2500 museus del Canadà, unificant-los a la web per la seva més fàcil accés des de qualsevol part del món.
- Virtual Museum of Slovenia — Projecte nacional del ministeri de cultura d'Eslovènia, començat en el 2000 i culminat en el 2004, que permet la visualització de més de 106 exposicions de museus eslovens.
- Tucson Museum – A la xarxa des del 2008, aquest museu conserva informació virtual sobre la història de Tucson Arizona (EE. UU.) des del segle xvii.
- National Museum of the O.S. Air Force – Des de 2010 es pot observar en aquest museu un tour pel més gran i antic museu de l'aviació.
- Virtual Museum of the History of Mineralogy – Conté fotografies i descripcions d'objectes representatius relacionats amb la història de la mineralogia i la cristal·lografia.
- Virtual Museum of Patagonian Fossils[Enllaç no actiu] – Ens permet estudiar els corals, boscos petrificats, trigonites, etc. També disponible en llengua espanyola.
- mheu – Museu sobre urbanisme i entorn urbà que ofereix exposicions temàtiques que inclouen imatges, literatura, sons, vídeos…
- Menja2tell – Museu virtual que ens presenta un recorregut per les història de les Venus Prehistòriques.
- The East Indies Museum – Museu virtual que mostra una exposició eclèctica d'obres d'art provinents de les illes del sud-est asiàtic.
- Museum Syndicate Arxivat 2020-12-15 a Wayback Machine. – Museu virtual que cregui una xarxa d'obres d'art pictòriques, arquitectòniques, fotogràfiques, escultòriques, etc… incloent moltes obres mestres estranyes i difícils de trobar en qualsevol altre lloc.
- The Museum of Online Museums Arxivat 2020-11-20 a Wayback Machine. – Catàlegs i conservadors d'una col·lecció de museus diferents.
- International New Mitjana Gallery – Museu en línia especialitzat en videoarte contemporani.
- Victoria And Albert Museum – Aquest museu britànic mostra un sistema d'accés molt desenvolupat a gran part de les seves col·leccions de forma en línia, convertint-se en un dels museus virtuals més visitats.
- Espai Byte, Museu d'art digital – En línia des de 2013. Dirigit per Enrique Salmoiraghi, una institució sense finalitats de lucre amb base a Argentina. Conserva, estudia i difon diverses pràctiques de l'art digital. És un museu virtual obert les 24 hs., els 365 dies de l'any.
- Internetmuseum  – Es va inaugurar un museu digital suec en 2014. L'ambició del museu és difondre el coneixement de la història sueca d'Internet i preservar el patrimoni digital.
- Universal Museum of Art - UMA  és un museu en línia llançat al desembre de 2017. La seva principal missió és crear exposicions accessibles per a tots, en qualsevol lloc, de franc i en realitat virtual.
- MAC VR 3D  (Museu d'art contemporani VR 3D) – és un dels primers museus modelats completament en 3D, @centrar noves tecnologies, inclosa la realitat virtual, visible en Internet i en un casc de realitat virtual. Aquest museu està geolocalizado en Longwy (França) i ofereix visibilitat a artistes contemporanis de diversos països. Fundada en 2018 per Art Total Multimèdia al Canadà.
- Museu del Món – Fundat en 2016. Dirigit per Camila Caris Seguel i Esperanza Hidalgo Faúndez és una institució que dedicada a la recerca i al col·leccionisme d'objectes artístics d'arrel popular elaborats en diferents llocs del món. Col·leccions disponibles de manera en línia des de 2019.

També existeixen altres Museus Virtuals de participació comunitària, on els usuaris registrats aporten les seves imatges a la col·lecció del Museu, conformant un interminable ventall de possibilitats multi culturals.
- MVA MUSEU VIRTUAL ARGENTÍ és un exemple d'això. La participació dels usuaris i les històries darrere de cada foto aportada, revela una riquesa cultural sense precedents, "La Història" escrita per la gent, historiadors naturals tan creïbles com els historiadors que recopilen dades.

Finalment hem de citar el primer museu amb seu física pròpia; {{format ref}} https://borderless.teamlab.art/, inaugurat el 21 de juny de 2018 a Tòquio (Japó). Les obres que s'exposen, són produïdes enterament per 520 computadores i 470 proyectores distribuïts per tot el lloc. Aquí la tecnologia digital ha permès a l'art alliberar-se del físic i transcendir les fronteres.